# Prémio Screen Actors Guild de melhor ator secundário em cinema
O Prémio do Screen Actors Guild para melhor actor secundário (português europeu) ou melhor ator coadjuvante (português brasileiro) em cinema é dado pelo Screen Actors Guild para honrar as melhores interpretações de atores masculinos num papel secundário.
Notas: 
- "†" indica o vencedor do Óscar de melhor ator secundário.
- "‡" indica um nomeado ao Óscar de melhor ator secundário.

## Vencedores e nomeados/indicados

### Década de 1990
| Ano  | Vencedor e nomeados/indicados | Filme                 | Papel                  |
| ---- | ----------------------------- | --------------------- | ---------------------- |
| 1995 | Martin Landau †               | Ed Wood               | Béla Lugosi            |
| 1995 | Samuel L. Jackson ‡           | Pulp Fiction          | Jules Winnfield        |
| 1995 | Chazz Palminteri ‡            | Bullets Over Broadway | Cheech                 |
| 1995 | Gary Sinise ‡                 | Forrest Gump          | Dan Taylor             |
| 1995 | John Turturro                 | Quiz Show             | Herb Stempel           |
| 1996 | Ed Harris ‡                   | Apollo 13             | Gene Kranz             |
| 1996 | Kevin Bacon                   | Murder in the First   | Henry Young            |
| 1996 | Kenneth Branagh               | Othello               | Iago                   |
| 1996 | Don Cheadle                   | Devil in a Blue Dress | Mouse Alexander        |
| 1996 | Kevin Spacey †                | The Usual Suspects    | Roger "Verbal" Kint    |
| 1997 | Cuba Gooding Jr. †            | Jerry Maguire         | Rod Tidwell            |
| 1997 | Hank Azaria                   | The Birdcage          | Agador                 |
| 1997 | Nathan Lane                   | The Birdcage          | Albert Goldman         |
| 1997 | William H. Macy ‡             | Fargo                 | Jerry Lundegaard       |
| 1997 | Noah Taylor                   | Shine                 | David Helfgott (jovem) |
| 1998 | Robin Williams †              | Good Will Hunting     | Sean Maguire           |
| 1998 | Billy Connolly                | Mrs. Brown            | John Brown             |
| 1998 | Anthony Hopkins ‡             | Amistad               | John Quincy Adams      |
| 1998 | Greg Kinnear ‡                | As Good as It Gets    | Simon Bishop           |
| 1998 | Burt Reynolds ‡               | Boogie Nights         | Jack Horner            |
| 1999 | Robert Duvall ‡               | A Civil Action        | Jerome Facher          |
| 1999 | James Coburn †                | Affliction            | Glen Whitehouse        |
| 1999 | David Kelly                   | Waking Ned            | Michael O'Sullivan     |
| 1999 | Geoffrey Rush ‡               | Shakespeare in Love   | Philip Henslowe        |
| 1999 | Billy Bob Thornton ‡          | A Simple Plan         | Jacob Mitchell         |

### Década de 2000
| Ano  | Vencedor e nomeados/indicados | Filme                                                      | Papel                     |
| ---- | ----------------------------- | ---------------------------------------------------------- | ------------------------- |
| 2000 | Michael Caine †               | The Cider House Rules                                      | Dr. Wilbur Larch          |
| 2000 | Chris Cooper                  | American Beauty                                            | Frank Fitts               |
| 2000 | Tom Cruise ‡                  | Magnolia                                                   | Frank T.J. Mackey         |
| 2000 | Michael Clarke Duncan ‡       | The Green Mile                                             | John Coffey               |
| 2000 | Haley Joel Osment ‡           | The Sixth Sense                                            | Cole Sear                 |
| 2001 | Albert Finney ‡               | Erin Brockovich                                            | Edward L. Masry           |
| 2001 | Gary Oldman                   | The Contender                                              | Sheldon Runyon            |
| 2001 | Jeff Bridges ‡                | The Contender                                              | Jackson Evans             |
| 2001 | Joaquin Phoenix ‡             | Gladiator                                                  | Imperador Cómodo          |
| 2001 | Willem Dafoe ‡                | Shadow of the Vampire                                      | Max Schreck               |
| 2002 | Ian McKellen ‡                | The Lord of the Rings: The Fellowship of the Ring          | Gandalf                   |
| 2002 | Jim Broadbent †               | Iris                                                       | John Bayley               |
| 2002 | Hayden Christensen            | Life as a House                                            | Sam Monroe                |
| 2002 | Ethan Hawke ‡                 | Training Day                                               | Jake Hoyt                 |
| 2002 | Ben Kingsley ‡                | Sexy Beast                                                 | Don Logan                 |
| 2003 | Christopher Walken ‡          | Catch Me If You Can                                        | Frank Abagnale Sr.        |
| 2003 | Chris Cooper †                | Adaptation.                                                | John Laroche              |
| 2003 | Ed Harris ‡                   | The Hours                                                  | Richard                   |
| 2003 | Alfred Molina                 | Frida                                                      | Diego Rivera              |
| 2003 | Dennis Quaid                  | Far from Heaven                                            | Frank Whitaker            |
| 2004 | Tim Robbins †                 | Mystic River                                               | Dave Boyle                |
| 2004 | Alec Baldwin ‡                | The Cooler                                                 | Sheldon "Shelly" Kaplow   |
| 2004 | Chris Cooper                  | Seabiscuit                                                 | Tom Smith                 |
| 2004 | Benicio Del Toro ‡            | 21 Grams                                                   | Jack Jordan               |
| 2004 | Ken Watanabe ‡                | The Last Samurai                                           | Katsumoto                 |
| 2005 | Morgan Freeman †              | Million Dollar Baby                                        | Eddie "Scrap-Iron" Dupris |
| 2005 | Thomas Haden Church ‡         | Sideways                                                   | Jack Lopate               |
| 2005 | Jamie Foxx ‡                  | Collateral                                                 | Max                       |
| 2005 | James Garner                  | The Notebook                                               | Noah Calhoun              |
| 2005 | Freddie Highmore              | Finding Neverland                                          | Peter Llewelyn Davies     |
| 2006 | Paul Giamatti ‡               | Cinderella Man                                             | Joe Gould                 |
| 2006 | Matt Dillon ‡                 | Crash                                                      | John Ryan                 |
| 2006 | Don Cheadle                   | Crash                                                      | Graham Waters             |
| 2006 | George Clooney †              | Syriana                                                    | Bob Barnes                |
| 2006 | Jake Gyllenhaal ‡             | Brokeback Mountain                                         | Jack Twist                |
| 2007 | Eddie Murphy ‡                | Dreamgirls                                                 | James "Thunder" Early     |
| 2007 | Alan Arkin †                  | Little Miss Sunshine                                       | Edwin Hoover              |
| 2007 | Leonardo DiCaprio             | The Departed                                               | Billy Costigan            |
| 2007 | Jackie Earle Haley ‡          | Little Children                                            | Ronald James McGorvey     |
| 2007 | Djimon Hounsou ‡              | Blood Diamond                                              | Solomon Vandy             |
| 2008 | Javier Bardem †               | No Country for Old Men                                     | Anton Chigurh             |
| 2008 | Casey Affleck ‡               | The Assassination of Jesse James by the Coward Robert Ford | Robert Ford               |
| 2008 | Hal Holbrook ‡                | Into the Wild                                              | Ron Franz                 |
| 2008 | Tommy Lee Jones               | No Country for Old Men                                     | Ed Tom Bell               |
| 2008 | Tom Wilkinson ‡               | Michael Clayton                                            | Arthur Edens              |
| 2009 | Heath Ledger † (póstumo)      | The Dark Knight                                            | O Coringa                 |
| 2009 | Josh Brolin ‡                 | Milk                                                       | Dan White                 |
| 2009 | Robert Downey, Jr. ‡          | Tropic Thunder                                             | Kirk Lazarus              |
| 2009 | Philip Seymour Hoffman ‡      | Doubt                                                      | Brendan Flynn             |
| 2009 | Dev Patel                     | Slumdog Millionaire                                        | Jamal Malik               |

### Década de 2010
| Ano  | Vencedor e nomeados/indicados | Filme                                           | Papel                            |
| ---- | ----------------------------- | ----------------------------------------------- | -------------------------------- |
| 2010 | Christoph Waltz †             | Inglourious Basterds                            | Coronel Hans Landa               |
| 2010 | Matt Damon ‡                  | Invictus                                        | François Pienaar                 |
| 2010 | Woody Harrelson ‡             | The Messenger                                   | Tony Stone                       |
| 2010 | Christopher Plummer ‡         | The Last Station                                | Leo Tolstoy                      |
| 2010 | Stanley Tucci ‡               | The Lovely Bones                                | George Harvey                    |
| 2011 | Christian Bale †              | The Fighter                                     | Dicky Ecklund                    |
| 2011 | John Hawkes ‡                 | Winter's Bone                                   | Teardrop                         |
| 2011 | Jeremy Renner ‡               | The Town                                        | James Coughlin                   |
| 2011 | Mark Ruffalo ‡                | The Kids Are All Right                          | Paul                             |
| 2011 | Geoffrey Rush ‡               | The King's Speech                               | Lionel Logue                     |
| 2012 | Christopher Plummer †         | Beginners                                       | Hal Fields                       |
| 2012 | Kenneth Branagh ‡             | My Week with Marilyn                            | Laurence Olivier                 |
| 2012 | Armie Hammer                  | J. Edgar                                        | Clyde Tolson                     |
| 2012 | Jonah Hill ‡                  | Moneyball                                       | Peter Brand                      |
| 2012 | Nick Nolte ‡                  | Warrior                                         | Paddy Conlon                     |
| 2013 | Tommy Lee Jones ‡             | Lincoln                                         | Thaddeus Stevens                 |
| 2013 | Alan Arkin ‡                  | Argo                                            | Lester Siegel                    |
| 2013 | Javier Bardem                 | Skyfall                                         | Raoul Silva                      |
| 2013 | Robert De Niro ‡              | Silver Linings Playbook                         | Patrizio "Pat, Sr." Solitano     |
| 2013 | Philip Seymour Hoffman ‡      | The Master                                      | Lancaster Dodd                   |
| 2014 | Jared Leto †                  | Dallas Buyers Club                              | Rayon                            |
| 2014 | Barkhad Abdi ‡                | Captain Phillips                                | Abduwali Muse                    |
| 2014 | Daniel Brühl                  | Rush                                            | Niki Lauda                       |
| 2014 | Michael Fassbender ‡          | 12 Years a Slave                                | Edwin Epps                       |
| 2014 | James Gandolfini (póstumo)    | Enough Said                                     | Albert                           |
| 2015 | J. K. Simmons †               | Whiplash                                        | Terence Fletcher                 |
| 2015 | Robert Duvall ‡               | The Judge                                       | Juiz Joseph Palmer               |
| 2015 | Ethan Hawke ‡                 | Boyhood                                         | Mason Evans, Sr.                 |
| 2015 | Edward Norton ‡               | Birdman or (The Unexpected Virtue of Ignorance) | Mike Shiner                      |
| 2015 | Mark Ruffalo ‡                | Foxcatcher                                      | Dave Schultz                     |
| 2016 | Idris Elba                    | Beasts of No Nation                             | O Comandante                     |
| 2016 | Christian Bale ‡              | The Big Short                                   | Michael Burry                    |
| 2016 | Mark Rylance †                | Bridge of Spies                                 | Rudolf Abel                      |
| 2016 | Michael Shannon               | 99 Homes                                        | Rick Carver                      |
| 2016 | Jacob Tremblay                | Room                                            | Jack Newsome                     |
| 2017 | Mahershala Ali †              | Moonlight                                       | Juan                             |
| 2017 | Jeff Bridges ‡                | Hell or High Water                              | Marcus Hamilton                  |
| 2017 | Hugh Grant                    | Florence Foster Jenkins                         | St. Clair Bayfield               |
| 2017 | Lucas Hedges ‡                | Manchester by the Sea                           | Patrick Chandler                 |
| 2017 | Dev Patel ‡                   | Lion                                            | Saroo Brierley                   |
| 2018 | Sam Rockwell †                | Three Billboards Outside Ebbing, Missouri       | Oficial Jason Dixon              |
| 2018 | Woody Harrelson ‡             | Three Billboards Outside Ebbing, Missouri       | Xerife William "Bill" Willoughby |
| 2018 | Steve Carell                  | Battle of the Sexes                             | Robert Riggs                     |
| 2018 | Richard Jenkins ‡             | The Shape of Water                              | Giles                            |
| 2018 | Willem Dafoe ‡                | The Florida Project                             | Bobby Hicks                      |
| 2019 | Mahershala Ali †              | Green Book                                      | Don Shirley                      |
| 2019 | Adam Driver ‡                 | BlacKkKlansman                                  | Detetive Flip Zimmerman          |
| 2019 | Timothée Chalamet             | Beautiful Boy                                   | Nic Sheff                        |
| 2019 | Sam Elliott ‡                 | A Star is Born                                  | Bobby Maine                      |
| 2019 | Richard E. Grant ‡            | Can You Ever Forgive Me?                        | Jack Hock                        |

### Década de 2020
| Ano  | Vencedor e nomeados/indicados        | Filme                               | Papel                    |
| ---- | ------------------------------------ | ----------------------------------- | ------------------------ |
| 2020 | Brad Pitt †                          | Once Upon a Time in Hollywood       | Cliff Booth              |
| 2020 | Al Pacino ‡                          | The Irishman                        | Jimmy Hoffa              |
| 2020 | Joe Pesci ‡                          | The Irishman                        | Russell Bufalino         |
| 2020 | Jamie Foxx                           | Just Mercy                          | Walter McMillian         |
| 2020 | Tom Hanks ‡                          | A Beautiful Day in the Neighborhood | Fred Rogers              |
| 2021 | Daniel Kaluuya †                     | Judas and the Black Messiah         | Fred Hampton             |
| 2021 | Sacha Baron Cohen ‡                  | The Trial of the Chicago 7          | Abbie Hoffman            |
| 2021 | Chadwick Boseman (indicação póstuma) | Da 5 Bloods                         | Norman Earl Holloway     |
| 2021 | Jared Leto                           | The Little Things                   | Albert Sparma            |
| 2021 | Leslie Odom Jr. ‡                    | One Night in Miami...               | Sam Cooke                |
| 2022 | Troy Kotsur †                        | CODA                                | Frank Rossi              |
| 2022 | Ben Affleck                          | The Tender Bar                      | Charlie Maguire          |
| 2022 | Bradley Cooper                       | Licorice Pizza                      | Jon Peters               |
| 2022 | Jared Leto                           | House of Gucci                      | Paolo Gucci              |
| 2022 | Kodi Smit-McPhee ‡                   | The Power of the Dog                | Peter Gordon             |
| 2023 | Ke Huy Quan †                        | Everything Everywhere All at Once   | Waymond Wang             |
| 2023 | Paul Dano                            | The Fabelmans                       | Burt Fabelman            |
| 2023 | Brendan Gleeson ‡                    | The Banshees of Inisherin           | Colm Doherty             |
| 2023 | Barry Keoghan ‡                      | The Banshees of Inisherin           | Dominic Kearney          |
| 2023 | Eddie Redmayne                       | The Good Nurse                      | Charles Cullen           |
| 2024 | Robert Downey Jr. †                  | Oppenheimer                         | Lewis Strauss            |
| 2024 | Robert De Niro ‡                     | Killers of the Flower Moon          | William King Hale        |
| 2024 | Ryan Gosling ‡                       | Barbie                              | Ken                      |
| 2024 | Willem Dafoe                         | Poor Things                         | Dr. Godwin Baxter        |
| 2024 | Sterling K. Brown ‡                  | American Fiction                    | Clifford "Cliff" Ellison |
| 2025 | Kieran Culkin ‡                      | A Real Pain                         | Benji Kaplan             |
| 2025 | Yura Borisov ‡                       | Anora                               | Igor                     |
| 2025 | Jeremy Strong ‡                      | The Apprentice                      | Roy Cohn                 |
| 2025 | Edward Norton                        | A Complete Unknown                  | Pete Seeger              |
| 2025 | Jonathan Bailey ‡                    | Wicked                              | Fiyero Tigelaar          |

## Estatísticas
| Estatística                                         | Actor/Ator                             | Actor/Ator | Actor secundário/Ator Coadjuvante                          | Actor secundário/Ator Coadjuvante | Geral                                 | Geral |
| --------------------------------------------------- | -------------------------------------- | ---------- | ---------------------------------------------------------- | --------------------------------- | ------------------------------------- | ----- |
| Actor/Ator com mais vitórias                        | Daniel Day-Lewis                       | 3          | Mahershala Ali                                             | 2                                 | Daniel Day-Lewis                      | 3     |
| Actor/Ator com mais nomeações/indicações            | Denzel Washington                      | 5          | Chris Cooper                                               | 3                                 | Leonardo DiCaprio, Denzel Washington  | 5     |
| Actor/Ator com mais nomeações/indicações sem vencer | George Clooney, Ryan Gosling           | 3          | Chris Cooper                                               | 3                                 | George Clooney                        | 4     |
| Filme com mais nomeações/indicações                 | The Shawshank Redemption               | 2          | The Birdcage, The Contender, Crash, No Country for Old Men | 2                                 | Several films*                        | 2     |
| Vencedor mais velho                                 | Denzel Washington (Fences, 2017)       | 62         | Christopher Plummer (Beginners, 2012)                      | 82                                | Christopher Plummer (Beginners, 2012) | 82    |
| Nomeado/Indicado mais velho                         | Robert Duvall (Get Low, 2011)          | 79         | Robert Duvall (The Judge, 2015)                            | 83                                | Robert Duvall (The Judge, 2015)       | 83    |
| Vencedor mais jovem                                 | Nicolas Cage (Leaving Las Vegas, 1996) | 32         | Heath Ledger (The Dark Knight, 2009)                       | 28                                | Heath Ledger (The Dark Knight, 2009)  | 28    |
| Nomeado/Indicado mais jovem                         | Jamie Bell (Billy Elliot, 2001)        | 14         | Jacob Tremblay (Room, 2016)                                | 9                                 | Jacob Tremblay (Room, 2016)           | 9     |

### Indicações múltiplas
3 indicações
- Chris Cooper (American Beauty (1999), Adaptation. (2002), Seabiscuit (2003))

2 indicações
- Mahershala Ali ( Moonlight  (2006),  Green Book  (2018))
- Alan Arkin (Little Miss Sunshine (2006), Argo (2012))
- Christian Bale (The Fighter (2010), The Big Short (2015))
- Javier Bardem (No Country for Old Men (2007), Skyfall (2012))
- Kenneth Branagh (Othello (1995), My Week With Marilyn (2011))
- Jeff Bridges (The Contender (2000), Hell or High Water (2016))
- Don Cheadle (Devil in a Blue Dress (1995), Crash (2005))
- Robert Duvall (A Civil Action (1998), The Judge (2014))
- Ed Harris (Apollo 13 (1995), The Hours (2002))
- Ethan Hawke (Training Day (2001), Boyhood (2014))
- Philip Seymour Hoffman (Doubt (2008), The Master (2012))
- Tommy Lee Jones (No Country for Old Men (2007), Lincoln (2012))
- Dev Patel (Slumdog Millionaire (2008), Lion (2016))
- Christopher Plummer (The Last Station (2009), Beginners (2011))
- Mark Ruffalo (The Kids Are All Right  (2010), Foxcatcher (2014))
- Geoffrey Rush (Shakespeare in Love (1998), The King's Speech (2010))